# 코미디 전망대
《코미디 전망대》는 대한민국의 SBS에 방송됐던 코미디 프로그램이다.

## 개요
SBS가 개국한 뒤인 신개념 콩트 형식 코미디 프로그램이다.

## 방송 시간
방송사명 SBS
- 1991년 12월 11일 ~ 1992년 5월 13일 : 매주 수요일 밤 8시 55분 ~ 9시 55분
- 1992년 5월 20일 ~ 1993년 10월 13일 : 매주 수요일 밤 9시 50분 ~ 10시 50분
- 1993년 10월 22일 ~ 1995년 1월 27일 : 매주 금요일 밤 8시 50분 ~ 9시 50분
- 1995년 2월 7일 ~ 1997년 4월 29일 : 매주 화요일 저녁 7시 ~ 8시
- 1997년 5월 20일 ~ 1997년 6월 24일 : 매주 화요일 밤 11시 ~ 12시

## 역대 진행자
- 김경태[1]
- 김학래
- 박미선
- 김병조
- 이봉원
- 김현아
- 최형만
- 최병서
- 김은우
- 김성경
- 김미화
- 김윤희
- 이매리
- 정재환
- 장윤정
- 조혜련

## 역대 코너
- 전망대 현장출동
- 전망대 초대석
- 전망대 스포츠
- 판소리칼럼
- 금주의 연예주가
- 헤드라인 뉴스
- 시사칼럼
- 코미디 모의국회
- 철없는 아내
- 재산공개 심정
- 여름의 별미
- 전망대 영상대담
- 기동취재
- 민정시찰
- 가상코믹 역사 드라마
- 최선미의 탈선극장
- 재연극
- 무엇에 쓰는 물건인고?

## 참고 사항
- 초창기에는 시청률 30%대를 기록하며 높은 인기를 누렸으나, 진행자인 김경태가 간암 판정을 받고 하차하면서 점차 인기가 하락했다. 결국 1997년 개편을 단행했지만, 이미 시청자의 관심이 줄어든 상태였다. 게다가 동시간대 KBS 2TV의 인기 프로그램인 《서세원의 화요스페셜》과 경쟁에서 밀리며 시청률이 저조해졌고, 결국 프로그램은 폐지되었다.
- KBS와 MBC 공채 개그맨 출신인 김병조, 김학래, 김미화, 박미선, 이봉원, 이성미, 최양락, 최형만 등의 SBS로 이적하였다.

## 같이 보기
- 기쁜 우리 토요일
- 웃으며 삽시다
- 청춘행진곡 (MBC)
- 오늘은 좋은날 (MBC)
- 한바탕 웃음으로 (KBS)
- 폭소 대작전 (KBS)
- 웃음은 행복을 싣고 (KBS)
- 코미디 세상만사 (KBS)

## 관련 영상
- 코미디전망대 풀영상 - 유튜브